# Thomas Gebauer (Psychologe)

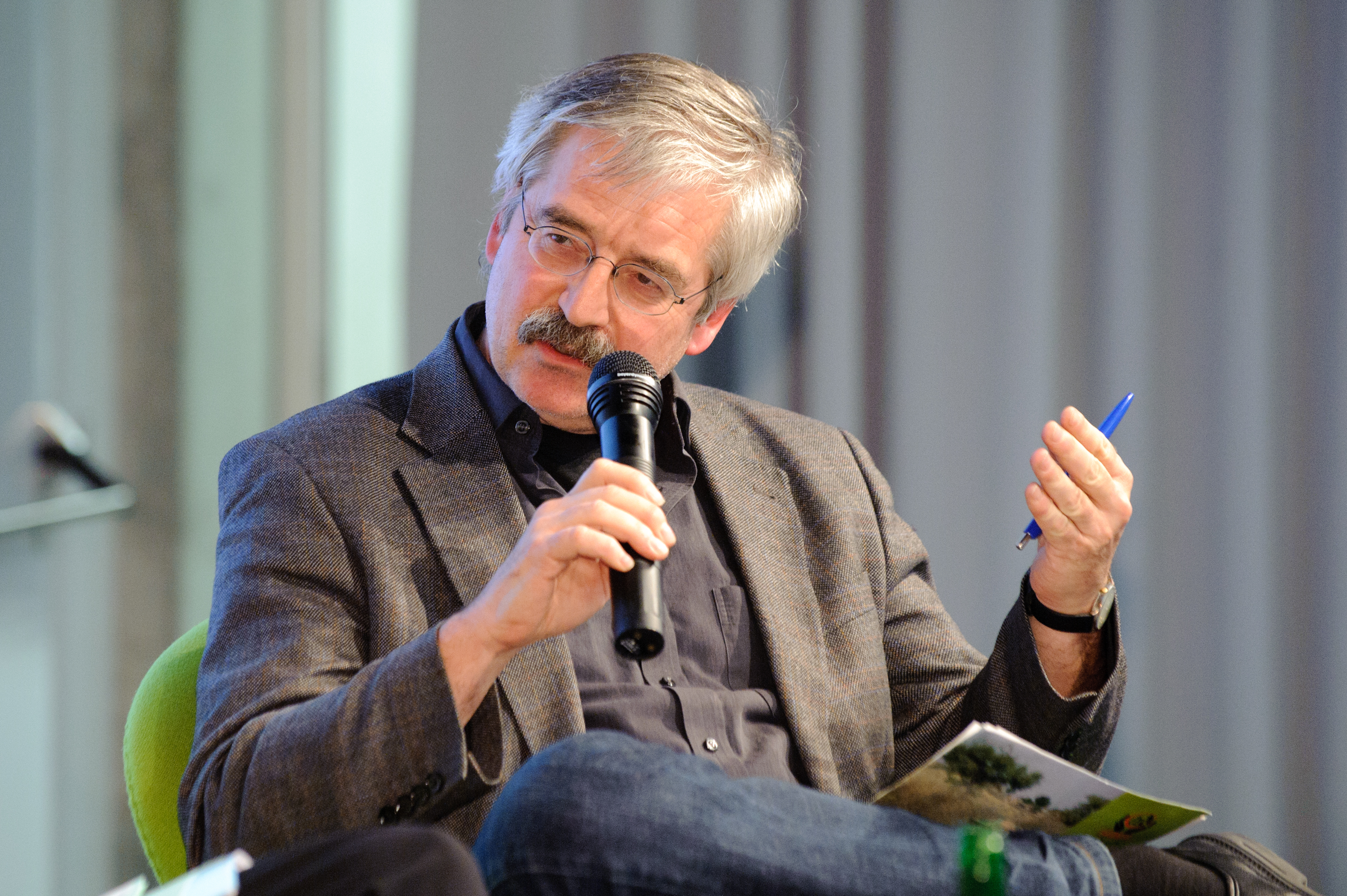
Thomas Gebauer, 2010

Thomas Gebauer (* 4. April 1955 in Konstanz am Bodensee) ist ein deutscher Psychologe. Er war von 1996 bis 2018 Geschäftsführer von medico international.

## Leben
Gebauer besuchte die Hohe Landesschule in Hanau. Nach dem Abitur studierte er Psychologie und Soziologie an der Goethe-Universität in Frankfurt am Main, spielte Theater und engagierte sich in der politischen Jugendarbeit. 1979 schloss er das Studium mit einem Diplom in Psychologie ab.
Seitdem ist Gebauer für die Frankfurter Hilfsorganisation medico international tätig. Dort war er zunächst als Mitarbeiter in der Öffentlichkeitsabteilung beschäftigt, dann als Leiter des Projektbereichs und von 1996 bis 2018 als Geschäftsführer. Von 2019 bis Ende 2020 war er Sprecher der Stiftung medico international, seit 2021 ist er ehrenamtliches Mitglied im Kuratorium der Stiftung.

## Politik und Beruf
Beeinflusst von der Kritischen Theorie hat sich Gebauer mit der Entwicklung eines kritischen Begriffs von Hilfe beschäftigt. Grundlegend sind für ihn dabei ein politisches Verständnis von humanitärem Handeln, die ideologiekritische Analyse von Hilfe im Kontext von Hegemonie und ein politischer Menschenrechtsbegriff. Überzeugt von der gesellschaftlichen Bedingtheit von Gesundheit, setzt sich Gebauer für eine Solidaritätspraxis ein, die auf die Schaffung von sozial gerechten und demokratisch verfassten Verhältnissen zielt.
Bereits Mitte der 1980er Jahre begründete Gebauer den psychosozialen Arbeitsschwerpunkt von medico international und arbeitete dabei mit der Psychoanalytikerin Marie Langer zusammen, die von ihrem mexikanischen Exil aus beim revolutionären Umbruch Nicaraguas half. Über Marie Langer lernte er die Ethnopsychoanalytiker Goldy Parin-Matthèy und Paul Parin kennen, mit denen er bis zu deren Tode in einem regen Austausch stand.
Im Zuge der Betreuung von Kriegsversehrten stieß Gebauer Ende der 1980er Jahre auf das Problem der Landminen. Gemeinsam mit Bobby Muller, dem Präsidenten der „Vietnam Veterans of America Foundation“, rief er 1991 die Internationale Kampagne zum Verbot von Landminen (ICBL) ins Leben, die innerhalb weniger Jahre zu einer weltweiten Bewegung wurde. Für ihren Anteil am Zustandekommen der „Internationalen Konvention zum Verbot von Antipersonenminen“ (kurz: Ottawa-Konvention) wurde die Kampagne 1997 mit dem Friedensnobelpreis ausgezeichnet. Gebauer gehörte zur Delegation der ICBL, die den Preis in Oslo entgegennahm.
In den Folgejahren hat sich Gebauer vor allem mit den politisch-ethischen Dimensionen von Hilfe und Solidarität auseinandergesetzt. Immer wieder übte er Kritik an der Instrumentalisierung der Menschenrechte für die machtpolitische Sicherung bestehender Ungleichheit. Ausdruck der von ihm beschriebenen „Versicherheitlichung von Politik“ sei die Überlagerung von Recht und Gerechtigkeit durch einen alles dominierenden Sicherheitsdiskurs, aber auch Veränderungen in den Strategien der Kriegsführung.
Zugleich verteidigt er ein auf Emanzipation zielendes solidarisches Engagement gegen dessen, so Gebauer, zunehmende Reduzierung auf eine technokratische Anpassungspraxis. Hilfe gelte es immer zugleich zu verteidigen, zu kritisieren und zu überwinden.
Voraussetzung für strukturelle Veränderungen auf internationaler Ebene ist für Gebauer die Existenz einer unabhängigen transnationalen Öffentlichkeit, die erst im Prozess des Werdens sei.
Gebauer engagiert sich in internationalen Netzwerken, u. a. im weltweit tätigen „People‘s Health Movement“, und wirkt bei der Entwicklung globaler gesundheitspolitischer Strategien mit, die Gesundheit als globales Gemeingut begreifen, das nur in solidarischer Zusammenarbeit und Verantwortung verwirklicht werden könne.
Er gehört auch zu den Initiatoren der Joint Action and Learning Initiative, einer internationalen Plattform, die sich für eine Rahmenkonvention für globale Gesundheit einsetzt. Sie greift u. a. die von ihm vertretene Idee auf, die bisherige interessengeleitete globale Gesundheitsfinanzierung durch einen völkerrechtlich bindenden Vertrag über einen Ausgleichsfinanzierungsmechanismus zu ersetzen (Globalisierung des Solidarprinzips).

## Ehrungen
- Thomas Gebauer war Teil der Delegation, die 1997 in Oslo den Friedensnobelpreis für die von medico international mitgegründete „Internationale Kampagne zum Verbot von Landminen“ entgegennahm.[2]
- Auszeichnung mit der Goetheplakette der Stadt Frankfurt am Main (2014)[15]

## Ausgewählte Veröffentlichungen

### Zur Kritik der Hilfe
- Nützliche Katastrophen – Kursbuchgespräch mit Sven Hillenkamp. In: Kursbuch 162 – Ritter, Tod und Teufel / Krieg, Terror und Pandemien. Nr. 4/2005, Hamburg, ISBN 3-938899-27-1, S. 108–113.
- Kritische Not- und Entwicklungshilfe. In: Ulrich Brand, Bettina Lösch, Stefan Thimmel: Von „Ästhetik des Widerstands“ bis „Ziviler Ungehorsam“. VSA-Verlag, Hamburg 2007, S. 114/115.
- Mikrokredite: Konkurrenz statt Solidarität. In: Gerhard Klas, Philip Mader (Hrsg.): Rendite machen und Gutes tun? Mikrokredite und die Folgen neoliberaler Entwicklungspolitik. Campus, Frankfurt 2014, S. 143–150.
- Jenseits der Hilfe: Von der Wohltätigkeit zur Solidarität. In: Blätter für Deutsche und Internationale Politik. 4/2014, Blätter Verlagsgesellschaft, Berlin 2014, S. 73–79.
- Fit für die Katastrophe!? In: Publik-Forum 17/2015, Publik-Forum Verlagsgesellschaft mbH, Oberursel 2015, ISSN 0343-1401, S. 22–23.
- Die Kolonisierung der menschlichen Vorstellungskraft. Betrachtungen zum Egokollektiv, in: »Egokollektiv. Peter Zizka«, hrsg. von  Anna Duque y González und Matthias Wagner K, Verlag der Buchhandlung Walther König, Köln 2018, S. 360–368, ISBN 978-3-96098-364-4.
- Thomas Gebauer/ Ilija Trojanow: Hilfe? Hilfe! – Wege aus der globalen Krise, Fischer Verlag, Frankfurt 2018, ISBN  978-3596701889.

### Abrüstung und Rüstungskontrolle
- Die Landminenkampagne. In: Anne Jenischen, Natasche Marks, Tome Sandevski (Hrsg.): Rüstungstransfers und Menschenrechte. Geschäfte mit dem Tod. Lit Verlag, Münster u. a. 2002, ISBN 3-8258-6117-1, S. 141–154.
- Rüstungskontrolle und nichtstaatliche Akteure – eine Chance für neue Koalitionen. In: Götz Neuneck, Christian Möller (Hrsg.): Die Zukunft der Rüstungskontrolle. Nomos, Baden-Baden 2005, ISBN 3-8329-1254-1, S. 181–190.
- Gebauer, Thomas: Laudatio. In: Verleihung des Hessischen Friedenspreises 2012 an Elisabeth Decrey Warner. Hessischer Landtag, Wiesbaden 2012, ISBN 978-3-923150-51-9, S. 19–27.

### Zu Menschenrechten, Krieg und Sicherheit
- Zwischen Befriedung und Eskalation. Zur Rolle von Hilfsorganisationen in Bürgerkriegsgebieten. In: Werner Ruf (Hrsg.): Politische Ökonomie der Gewalt. Staatszerfall und die Privatisierung von Gewalt und Krieg. Leske + Budrich, Opladen 2003, ISBN 3-8100-3747-8, S. 281–290.
- Weltbürger oder sozialer Ausschluss. In: Norbert Copray (Hrsg.): Ethik Jahrbuch. Fairness Stiftung, Frankfurt 2004, ISBN 3-00-013534-0, S. 75–81.
- Zivil-militärische Zusammenarbeit. NGOs im Kontext der Militarisierung des Humanitären. In: Johannes M. Becker, Herbert Wulf (Hrsg.): Afghanistan: Ein Krieg in der Sackgasse. Lit, Berlin 2010, ISBN 978-3-643-10460-1, S. 145–160.
- Hilfe oder Beihilfe? Über die medizinische Versorgung von Kriegsopfern in Zeiten der neuen Kriege. In: Melissa Larner, James Peto, Colleen M. Schmitz (Hrsg. für das Deutsche Hygienemuseum und der Welcome-Collection): Krieg und Medizin. Wallstein, Göttingen 2009, ISBN 978-3-8353-0486-4, S. 225–236.
- Politik als Gefahrenabwehr. Über die schleichende Aushöhlung von Recht und Demokratie, in: Widerspruch 70: Militarisierung, Krieg und Frieden, Zürich, 36 Jg./2 Hj. 2017, ISBN 978-3-8586-9771-4, S. 7–16.

### Zur Kritik von NGOs
- … von niemandem gewählt! Über die demokratische Legitimation von NGOs. In: Ulrich Brand, Alex Demirovic, Christoph Görg, Joachim Hirsch (Hrsg.): Nichtregierungsorganisationen in der Transformation des Staates. Westfälisches Dampfboot, Münster 2001, ISBN 3-89691-493-6, S. 95–120.

### Zur globalen Gesundheitspolitik
- Die Macht des Geldes: Eine grundlegende Reform der WHO ist überfällig. In: Verhaltenstherapie & Psychosoziale Praxis. Nr. 4/2011, dgvt-Verlag, Tübingen, S. 961–964 (auch in Mabuse. Nr. 193, 2011).
- Grundlagen für globale Gesundheit in der Zeit nach den Millenniums-Entwicklungszielen. In: Soziale Sicherheit. Zeitschrift für Arbeit und Soziales. 4/2011, Bund Verlag, ISSN 0490-1630, S. 147–152.
- Institutionalizing Solidarity for Health. In: John Coggon; Swati Gola (Hrsg.): Global Health and International Community Ethical, Political and Regulatory Challenges. Bloomsburg, London u. a. 2013, ISBN 978-1-78093-397-9, S. 219–232.
- Von Wohltätigkeit zur Solidarität. Dimensionen und Möglichkeiten einer globalen Gesundheitspolitik. In: Joachim Hirsch, Oliver Brüchert, Eva-Maria Krampe u. a. (Hrsg.): Sozialpolitik anders gedacht: Soziale Infrastruktur. VSA-Verlag, Hamburg 2013, ISBN 978-3-89965-577-3, S. 192–211.
- Universal health coverage anchored in the right to health. In: Bulletin of the World Health Organization. 1. Januar 2013.